# Robert Downey Jr.
Robert Downey Jr. (Nova York, 4 d'abril de 1965) és un actor de cinema i televisió estatunidenc, fill del cineasta Robert Downey Sr. i guanyador d'un BAFTA, tres Globus d'Or i d'un Oscar en la categoria de millor actor de repartiment l'any 2024, pel seu paper a la pel·lícula de Cristopher Nolan Oppenheimer.
Downey ha estat nominat a l'Oscar en dues ocasions (per a Chaplin 1992 i Tropic Thunder 2008) és avui dia descrit per la crítica com un dels millors actors de la seva generació i és conegut per la seva àmplia gamma de papers. Va protagonitzar l'exitosa franquícia cinematogràfica Sherlock Holmes i el paper d'Iron Man en diverses pel·lícules de Marvel Cinematic Universe.

## Biografia

### Infància i adolescència
Downey va néixer a Manhattan (Nova York), com el petit de dos germans. El seu pare, Robert Downey Sr., és un actor, escriptor, productor, director de fotografia i director de cinema; i la seva mare, Elsie —el cognom de soltera era Ford—, també era actriu i va aparèixer en pel·lícules de Downey Sr. El seu pare és d'ascendència judeo-lituana, judeo-hongaresa i irlandesa, mentre que la seva mare era d'ascendència escocesa, alemanya i suïssa. El seu pare va néixer amb el nom de "Robert Elias", però va canviar el seu cognom pel de "Downey" —després de la mort del seu padrastre James Downey— quan encara era menor d'edat i volia allistar-se a l'armada. Ell i la seva germana gran, Allyson, van créixer a Greenwich Village. Quan els seus pares es van separar el 1976, ell i la seva germana 18 mesos Allison, van anar a viure a Santa Monica (Califòrnia), amb el seu pare. Va passar la seva infància entre Nova York, Los Angeles i Anglaterra.
Quan era nen, Downey estava "envoltat per les drogues". El seu pare, drogoaddicte, va permetre a Downey consumir marihuana als sis anys; molts anys després el seu pare va dir que es penedia. Downey va declarar que el consum de drogues va crear un vincle emocional entre ell i el seu pare: "Quan el meu pare i jo consumíem drogues junts, era com si ell intentés expressar el seu amor per mi de l'única manera que sabia". Amb el temps, Downey va començar a passar les nits bevent alcohol i "fent milers de trucades per aconseguir drogues".
Durant la seva infància Downey va tenir papers menors en els projectes del seu pare. Va debutar com a actor amb cinc anys, interpretant a un cadell malalt en la comèdia absurda Pound el 1970, i després als set anys va aparèixer en la surrealista Greaser's Palace (1972). Als deu anys vivia a Anglaterra i estudiava ballet clàssic, com a part d'un pla d'estudis més ampli. En la seva adolescència va anar al centre de formació en arts escèniques Stagedoor Manor en el nord de l'estat de Nova York. Quan els seus pares es van divorciar el 1978, Downey es va mudar a Califòrnia amb el seu pare, però el 1982 va abandonar el Santa Monica High School i va tornar a Nova York per intentar ser actor a temps complet.
Va tenir quatre companys, entre ells un jove anomenat Kiefer Sutherland, quan es va traslladar a Hollywood per seguir la seva carrera en la interpretació.

## Carrera

### Inicis
El 1970, amb cinc anys, va participar en la pel·lícula Pound, dirigida pel seu pare i en la qual va treballar al costat de la seva germana. Entre els anys 1970 i 1980 va continuar fent petites aparicions en les pel·lícules que dirigia el seu pare. Va ser el 1982, amb disset anys, quan Downey va decidir deixar la secundària i tornar a Nova York per iniciar la seva carrera com a actor. Com tots els actors en els seus inicis, va haver de fer petits treballs per sobreviure, com cambrer o treballar en un magatzem de calçat, que alternava amb petites produccions teatrals.
El 1983 va rebre la seva primera oportunitat a Hollywood: Baby It's You. A aquesta li van precedir Weird Science, El primogènit i Back to School. Dos anys més tard, i gràcies a aquestes actuacions, va arribar Saturday Night Live (SNL), on va participar en divuit episodis amb diversos personatges. Va ser per la seva interpretació en el xou, que el director James Toback va mostrar interès per Downey i el va cridar per al seu primer paper protagonista en The Pick-Up Artist. Al llarg dels anys 1980 va actuar en pel·lícules tan diverses, com la dirigida pel seu pare Rented Lips, 1969 al costat de Kiefer Sutherland, Solament davant la llei amb James Woods o El cel es va equivocar coprotagonizada amb Cybill Shepherd.
El 1990, consolidat com una de les estrelles joves de Hollywood del moment, es va reunir amb Mel Gibson per Air America. Un any després va actuar en Escàndol al plató, on va compartir crèdits amb Sally Field, Kevin Kline i Whoopi Goldberg.

### Chaplin: el personatge
Downey Jr. va ser seleccionat, entre diversos nord-americans i britànics, per encarnar al protagonista de Chaplin (1992), dirigida per Richard Attenborough. La pel·lícula narra la vida de còmic Charlie Chaplin des dels seus inicis fins a la seva mort. La interpretació de Downey va cridar l'atenció de la crítica i va rebre nominacions als premis Globus d'Or, BAFTA i Oscar. Finalment, va ser Al Pacino qui es va endur tots els premis per Scent of a Woman, excepte el BAFTA, que finalment va obtenir Downey Jr.

### Actor consolidat: el respecte de la indústria
En els dos anys següents, va protagonitzar la comèdia romàntica Heart and Souls, que va comptar amb el suport del públic i de la crítica, així com el drama d'històries paral·leles, del destacat director Robert Altman, Vides encreuades. El 1994 amb vint-i-nou anys, Downey va estrenar la pel·lícula d'Oliver Stone, Natural Born Killers, on va interpretar un reporter groc que segueix les funestes gestes de dos despietats assassins en sèrie. Aquest mateix any, va protagonitzar la comèdia romàntica Només tu, al costat de Marisa Tomei, la qual cosa ho va convertir en un dels sex symbols de l'any.
El 1995, va assumir papers coprotagonistes en el drama èpic protagonitzat per Ian McKellen Ricard III i sota la direcció de Jodie Foster en la comèdia Home for the Holidays. També es va posar sota les ordres de Michael Hoffman, que ja l'havia dirigit prèviament, per al paper protagonista de Restauració. Un any més tard, es va reunir amb el seu pare per a la seva última pel·lícula junts fins al moment, Hugo Pool, on interpreta a un inestable director de cinema. Aquest paper el va decantar per acceptar el paper d'un malalt terminal de sida en el drama romàntic del director Mike Figgis titulat One Night Stand.
El 1997, va interpretar quatre personatges totalment oposats en igual quantitat de pel·lícules, In Dreams com un turmentat però despietat assassí, compartint crèdits amb Annette Bening; un Agent Especial del servei diplomàtic en el thriller d'acció O.S. Marshals, seqüela de l'èxit policíac amb Tommy Lee Jones de 1993, El fugitiu; The Gingerbread Man, thriller que va marcar la seva segona i última col·laboració amb el cineasta Robert Altman, on va personificar un detectiu privat alcohòlic. Finalment, Two Girls and a Guy, una sensual comèdia romàntica escrita i dirigida pel seu amic James Toback. A finals dels anys 1990, Downey Jr. va participar en Black and White, de nou sota la direcció de James Toback i en el film de Curtis Hanson, Joves prodigiosos, envoltat d'un elenc que va incloure a Michael Douglas, Tobey Maguire i Frances McDormand, on va interpretar a un editor bisexual.

### Nou mil·lenni: nova oportunitat de treball
El 2001, Downey Jr. va fer el seu debut en l'horari estel·lar de la televisió, en la sèrie Ally McBeal, en la qual va interpretar el paper de Larry, un advocat que s'enamora d' Ally McBeal. Aquest personatge li va valer un Globus d'Or com a millor actor de repartiment de sèrie, minisèrie o telefilm; així com altres distincions més que van aclamar el seu treball en vint-i-un capítols de la sèrie. Els seus problemes amb la justícia, a causa de càrrecs per drogues, van precipitar la seva sortida de la sèrie.

### De retorn al cinema: la reconstrucció d'una carrera
Entre 2002 i 2004, Downey Jr. va assumir novament una destacada varietat de papers al cinema, The Singing Detective, versió cinematogràfica de la sèrie de televisió britànica homònima protagonitzada per Michael Gambon, que va permetre a l'actor treballar en el gènere musical i de suspens. El film va ser produït pel seu amic Mel Gibson, que també té un paper secundari. Després, va assumir la interpretació d'un psicoanalista en el thriller de terror Gothika, al costat de Halle Berry.
El 2005, amb quaranta anys, Downey Jr. va estrenar la comèdia negra d'acció dirigida per Shane Black, Kiss Kiss Bang Bang, on interpreta a un lladre d'estar per casa que acaba resolent crims al costat d'un detectiu de debò interpretat per Val Kilmer. Aquest any també va aparèixer en la pel·lícula nominada als Premis Oscar, Bona nit, i bona sort.
El 2006, Downey Jr. va participar en el film de ciència-ficció en format animat, A Scanner Darkly, després en Fur, en la qual va aparèixer de forma irrecognoscible juntament amb Nicole Kidman i dos films independents més, A Guide to Recognizing Your Saints i Charlie Bartlett.

### Tony Stark: l'èxit d'Iron Man

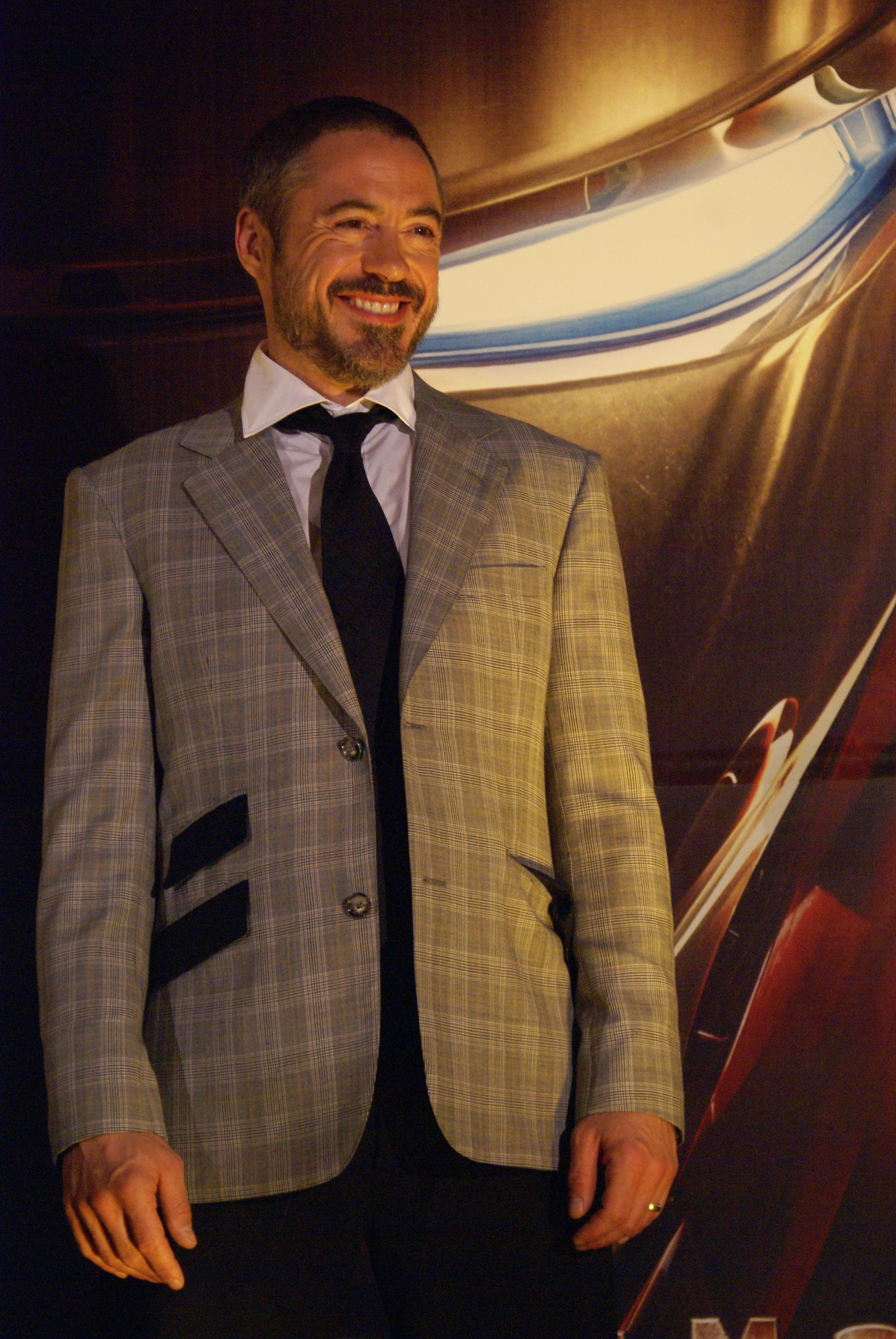
Robert Downey Jr. en la premiere d' Iron Man el 2008.

A finals de 2006, Downey Jr. va ser seleccionat per assumir el paper principal del milionari inventor d'armes Iron Man, en Iron Man, versió per a cinema del còmic homònim de Marvel. Dirigit per Jon Favreau, Iron Man va ser la primera pel·lícula autofinançada per Marvel, com a estudi cinematogràfic. Distribuïda per Paramount Pictures, la pel·lícula va comptar amb un pressupost de 140.000.000 dòlars i a més va ser la pel·lícula encarregada d'obrir la temporada d'estiu de 2008, estrenant-se el 2 de maig.
En el seu primer cap de setmana als Estats Units, Iron Man va recaptar més de 98 milions de dòlars i per al tancament de la temporada es va consolidar com la segona pel·lícula més taquillera. Tan gran ha estat l'èxit d' Iron Man, que té ja dues seqüeles, també protagonitzades per Downey Jr.

### Un tipus disfressat d'un altre tipus
El seu segon èxit l'estiu de 2008, el va aconseguir gràcies al seu paper coprotagonista en la pel·lícula còmica, protagonitzada i dirigida per Ben Stiller, Tropic Thunder, on Downey Jr. interpreta a un actor australià que decideix pigmentar el seu rostre per interpretar a un soldat afroamericà en una pel·lícula sobre la Guerra del Vietnam.
Downey va acceptar la possibilitat de crítiques negatives pel seu controvertit personatge; però aquest no va ser el cas, la crítica va aclamar el film i li va valer la seva segona nominació als Premis Oscar de l'any 2009, en la categoria de millor actor secundari.

### Reconeixement: possibilitat d'Oscar
A causa de l'èxit d' Iron Man, Downey va rebre a més del reconeixement del públic i la crítica, la creació d'una nova legió de seguidors adolescents pels quals l'actor era bastant desconegut.
Durant el 2008 i gener de 2009, va rebre nominacions, a Oscar al millor actor secundari per la comèdia Tropic Thunder, en els diferents premis com el Globus d'Or, els SAG, els BAFTA i els Oscar.

### Projectes actuals: en producció, rodatge i complets
Entre gener i març de 2008, va filmar The Soloist, on interpreta un periodista que entaula amistat amb un músic que viu als carrers de Los Angeles. La història basada en fets reals va ser dirigida per Joe Wright i coprotagonizada per Jamie Foxx. A causa de problemes de programació de l'estudi Paramount Pictures, el llançament de la pel·lícula es va posposar en diverses ocasions des de novembre de 2008, quedant finalment com a data definitiva d'estrena el 24 d'abril de 2009.

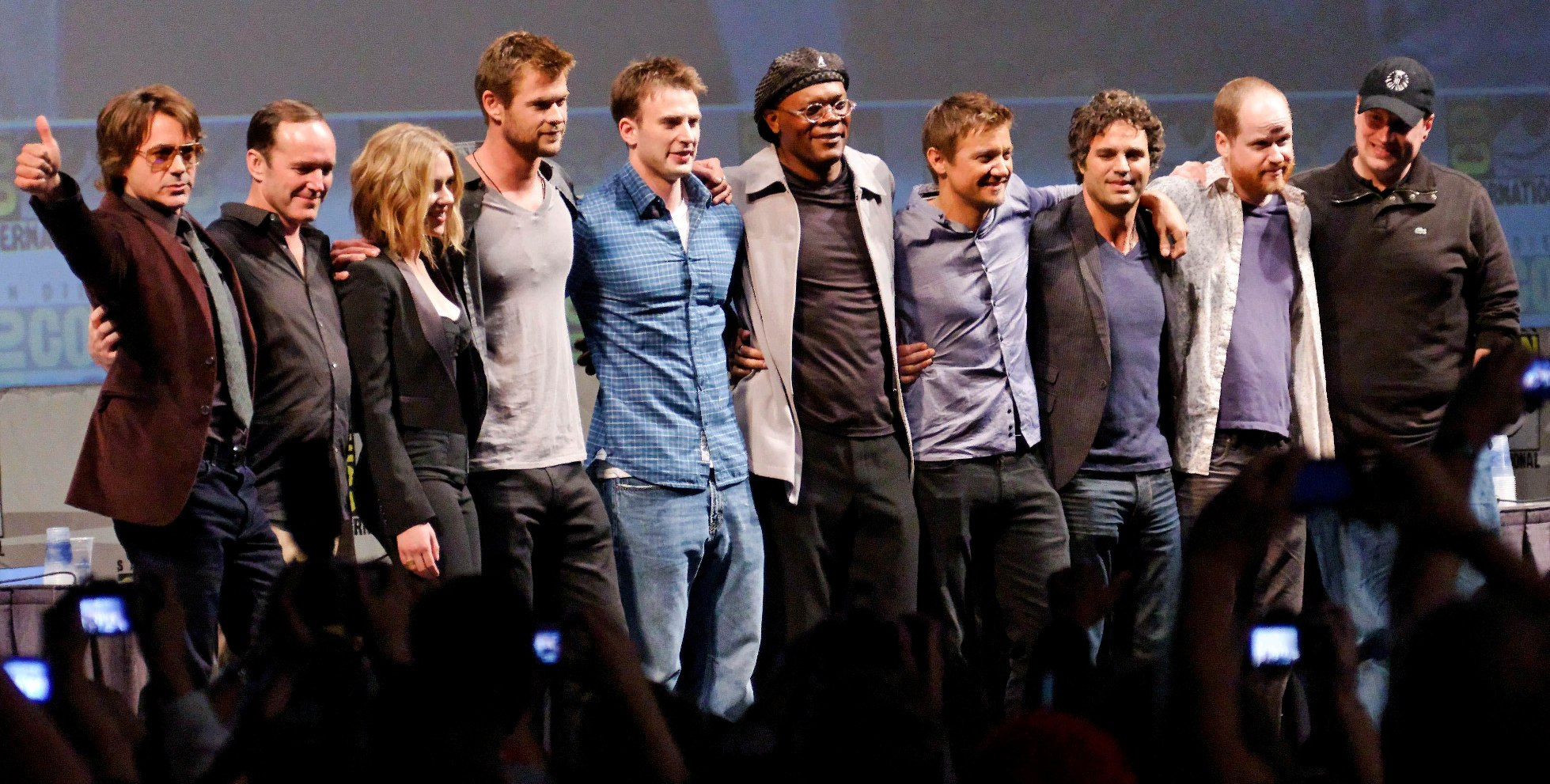
Presentació dels Venjadors en el Comic-Con de Sant Diego el 2010 amb Downey Jr., Clark Gregg, Scarlett Johansson, Chris Hemsworth, Chris Evans, Samuel L. Jackson, Jeremy Renner, Mark Ruffalo, Joss Whedon i Kevin Feige

El convertir-se en l'actor de moda a Hollywood li va portar importants oportunitats de treball, a més de signar per a altres dues parts d' Iron Man i un retorn més com Tony Stark en The Avengers el 2012. També, Downey es va esforçar per aconseguir que Guy Ritchie, el contractés per fer de Sherlock Holmes, ja que considerava que Downey era molt petit i no posseïa el característic nas d'àguila del personatge. Sherlock Holmes es va estrenar el 25 de desembre de 2009. El 2010 va protagonitzar Fora de comptes, una comèdia amb una generosa recaptació.
Vanity Fair va publicar la llista dels Top 40 celebritats de Hollywood amb més ingressos al llarg de 2010. Downey Jr. va ser classificat número 10 en la llista, va guanyar aproximadament 31,5 milions de dòlars per les seves pel·lícules. També, la revista Time el va nomenar com una de les persones més influents al món.

## Altres projectes

### Carrera musical
Al novembre de 2004, el segell Sony Classical, va llançar el primer treball musical de Downey titulat The Futurist. La major part del material és original, amb sis cançons compostes per Downey sol i altres dos en col·laboració. Els temes versen des de la disfunció romàntica i la maduresa, fins a l'odi i acceptació d'un mateix. S'emmarcaria dins del pop alternatiu.
Downey havia cantat en diverses oportunitats per al cinema i televisió, en els soundtracks de Chaplin, Ally McBeal, Un noi per a dos i Kiss Kiss Bang Bang.

### Varis
El 2001, va protagonitzar el vídeo de la cançó d'Elton John "I Want Love".
El 2002, va aparèixer en una sèrie d'anuncis per a revistes d'una reconeguda marca de calçat nord-americà.
El 2003, va protagonitzar un curtmetratge publicitari de 12 minuts per a internet titulat The Route V50, per a la marca de cotxes Volvo Car Corporation.

## Vida personal
L'actor va mantenir una llarga relació de set anys amb Sarah Jessica Parker que va conèixer el 1984, però la relació va arribar a la seva fi a causa dels problemes amb les drogues de Downey. Posteriorment es va casar en dues ocasions. El seu primer matrimoni va durar dotze anys (1992-2004) i va ser amb Deborah Falconer, amb qui va tenir el seu fill Indi. Durant el rodatge de Gothika, el 2003, va conèixer a la que s'ha convertit en la seva segona esposa, la productora executiva Susan Levin, amb la qual es va casar el 27 d'agost de 2005. És vicepresidenta executiva de producció per a Joel Silver, de Silver Pictures, i directora de desenvolupament de Dark Castle Entertainment, una divisió de Silver Pictures. La parella va rebre al seu primer fill, Exton Elias Downey, el 7 de febrer de 2012. El 4 de novembre de 2014, es va convertir en pare per tercera ocasió, tenint la seva filla Avri Roel Downey al costat de la seva esposa Susan Levin.
L'abril de 2015, durant la promoció a Londres de la pel·lícula Avengers: Age of Ultron, va protagonitzar una polèmica amb el director mexicà Alejandro González Iñárritu. Iñárritu havia criticat els films de superherois, dient que representen "un genocidi cultural" i que tots tenen un rerefons de "dreta" ideològica, al que Downey Jr. va replicar: 
| « | "Mira, el respecto molt. I crec que per algú la llengua materna del qual es l'espanyol, sortir amb una frase [en anglès] como ‘genocidi cultural' demostra com n'és de brillant". | » |

## Com a productor
El 14 de juny de 2010, Robert Downey Jr. i la seva esposa Susan, van obrir la seva pròpia productora anomenada Team Downey. El seu primer projecte serà el guió de Steve McQueen, Yucatán, que és una pel·lícula de suspens.

## Filmografia
Els títols corresponen a pel·lícules, a excepció que s'indiqui el contrari:
| Any       | Títol                                                  | Personatge               | Notes |
| --------- | ------------------------------------------------------ | ------------------------ | --- |
| 1970      | Pound                                                  | Puppy                    | |
| 1972      | Greaser's Palace                                       |                          | No surt als crèdits |
| 1975      | Moment to Moment                                       |                          | No surt als crèdits |
| 1980      | Up the Academy                                         | Caleb Yoon               | |
| 1983      | Baby It's You                                          | Stewart                  | |
| 1984      | Firstborn                                              | Lee                      | |
| 1985      | Deadwait                                               |                          | |
| 1985      | Tuff Turf                                              | Jimmy Parker             | |
| 1985      | Weird Science                                          | Ian                      | |
| 1986      | Back to School                                         | Derek Lutz               | |
| 1986      | America                                                | Paulie Hackley           | |
| 1987      | The Pick-up Artist                                     | Jack Jericho             | |
| 1987      | Less Than Zero                                         | Julian Wells             | |
| 1988      | Johnny Be Good                                         | Leo Wiggins              | |
| 1988      | Rented Lips                                            | Wolf Dangler             | |
| 1988      | 1969                                                   | Ralph Carr               | |
| 1988      | Indio                                                  |                          | |
| 1989      | That's Adequate                                        | Albert Einstein          | |
| 1989      | True Believer                                          | Roger Baron              | |
| 1989      | El cel es va equivocar (Chances Are)                   | Alex Finch               | |
| 1990      | Air America                                            | Billy Covington          | |
| 1991      | Too Much Sun                                           | Reed Richmond            | |
| 1991      | Escàndol al plató (Soapdish)                           | David Seton Barnes       | |
| 1992      | Chaplin                                                | Charles Chaplin          | BAFTA al millor actor Nominació − Oscar al millor actor Nominació − Globus d'Or al millor actor dramàtic                                                                                |
| 1993      | Luck, Trust & Ketchup: Robert Altman in Carver Country |                          | Documental |
| 1993      | Heart and Souls                                        | Thomas Reilly            | |
| 1993      | The Last Party                                         | Robert Downey Jr.        | |
| 1993      | Vides encreuades                                       | Bill Bush                | Globus d'Or especial al millor repartiment Copa Volpi al millor repartiment |
| 1994      | Hail Caesar                                            | Jerry                    | |
| 1994      | A Century of Cinema                                    |                          | Documental |
| 1994      | Nascuts per matar (Natural Born Killers)               | Wayne Gale               | |
| 1994      | Només tu (Only You)                                    | Peter Wright             | |
| 1995      | Ricard III (Richard III)                               | Earl Rivers              | |
| 1995      | A casa per vacances (Home for the Holidays)            | Tommy Larson             | |
| 1995      | Restoration                                            | Robert Merivel           | |
| 1995      | Mr. Willowby's Christmas Tree                          | Mr. Willowby             | Telefilm |
| 1997      | Danger Zone                                            | Jim Scott                | |
| 1997      | One Night Stand                                        | Charlie                  | |
| 1997      | Two Girls and a Guy                                    | Blake Allen              | |
| 1997      | Hugo Pool                                              | Franz Mazur              | |
| 1998      | Conflicte d'interessos (The Gingerbread Man)           | Clyde Pell               | |
| 1998      | U.S. Marshals                                          | Special Agent John Royce | |
| 1999      | In Dreams                                              | Vivian Thompson          | |
| 1999      | Amics i amants (Friends & Lovers)                      | Hans                     | |
| 1999      | Bowfinger                                              | Jerry Renfro             | |
| 1999      | Black and White                                        | Terry Donager            | |
| 2000      | Wonder Boys                                            | Terry Crabtree           | |
| 2000      | Auto Motives                                           | Rob                      | |
| 2000-2002 | Ally McBeal                                            | Larry Paul               | Sèrie de televisió; 15 episodis Globus d'Or al millor actor secundari en sèrie, minisèrie o telefilm (2001) Nominació − Primetime Emmy al millor actor secundari en sèrie còmica (2001) |
| 2002      | Lethargy                                               | terapeuta animal         | |
| 2003      | Whatever We Do                                         | Bobby                    | |
| 2003      | El detectiu cantant (The Singing Detective)            | Dan Dark                 | Festival Internacional de Cinema de Catalunya: premi al millor actor |
| 2003      | Charlie: The Life and Art of Charles Chaplin           | Robert Downey Jr.        | Documental |
| 2003      | Gothika                                                | Pete Graham              | |
| 2004      | Eros                                                   | Nick Penrose             | Segment "Equilibrium" |
| 2005      | Aquest cop, sí (Game 6)                                | Steven Schwimmer         | |
| 2005      | The Outsider                                           |                          | Documental |
| 2005      | Kiss Kiss Bang Bang                                    | Harry Lockhart           | |
| 2005      | Bona nit i bona sort                                   | Joseph Wershba           | |
| 2005      | Hubert Selby Jr: It/ll Be Better Tomorrow              |                          | Documental |
| 2005      | Family Guy                                             | Patrick Pewterschmidt    | Sèrie de televisió; 1 episodi; veu |
| 2006      | The Shaggy Dog                                         | Dr. Kozak                | |
| 2006      | A Scanner Darkly                                       | James Barris             | |
| 2006      | A Guide to Recognizing Your Saints                     | Dito Montiel             | |
| 2006      | Fur: An Imaginary Portrait of Diane Arbus              | Lionel Sweeney           | |
| 2007      | Zodiac                                                 | Paul Avery               | |
| 2007      | Lucky You                                              | Telephone Jack           | Cameo |
| 2008      | Charlie Bartlett                                       | Principal Nathan Gardner | |
| 2008      | Iron Man                                               | Tony Stark/Iron Man      | |
| 2008      | L'increïble Hulk (The Incredible Hulk)                 | Tony Stark               | Cameo |
| 2008      | Tropic Thunder                                         | Kirk Lazarus             | Nominació − Oscar al millor actor secundari Nominació − Globus d'Or al millor actor secundari Nominació − BAFTA al millor actor secundari                                               |
| 2009      | The Soloist                                            | Steve Lopez              | |
| 2009      | Sherlock Holmes                                        | Sherlock Holmes          | Globus d'Or al millor actor musical o còmic |
| 2010      | Iron Man 2                                             | Tony Stark / Iron Man    | |
| 2010      | Love & Distrust                                        | Rob                      | Segment "Auto Motives" |
| 2010      | Due Date                                               | Peter Highman            | |
| 2011      | Sherlock Holmes: Un joc d'ombres                       | Sherlock Holmes          | |
| 2011      | The Consultant                                         | Tony Stark / Iron Man    | Curtmetratge |
| 2012      | The Avengers                                           | Tony Stark / Iron Man    | |
| 2013      | Iron Man 3                                             | Tony Stark / Iron Man    | |
| 2014      | Chef                                                   | Marvin                   | |
| 2014      | The Judge                                              | Henry "Hank" Palmer      | |
| 2015      | Avengers: Age of Ultron                                | Tony Stark / Iron Man    | |
| 2016      | Captain América: Civil War                             | Tony Stark / Iron Man    | |
| 2016      | The Nice Guys                                          | Sid Shattuck             | Cameo |
| 2017      | Spider-man: Homecoming                                 | Tony Stark / Iron Man    | |
| 2018      | Avengers: Infinity War                                 | Tony Stark / Iron Man    | |
| 2019      | Avengers: End Game                                     | Tony Stark / Iron Man    | |